# Malinowska Skała

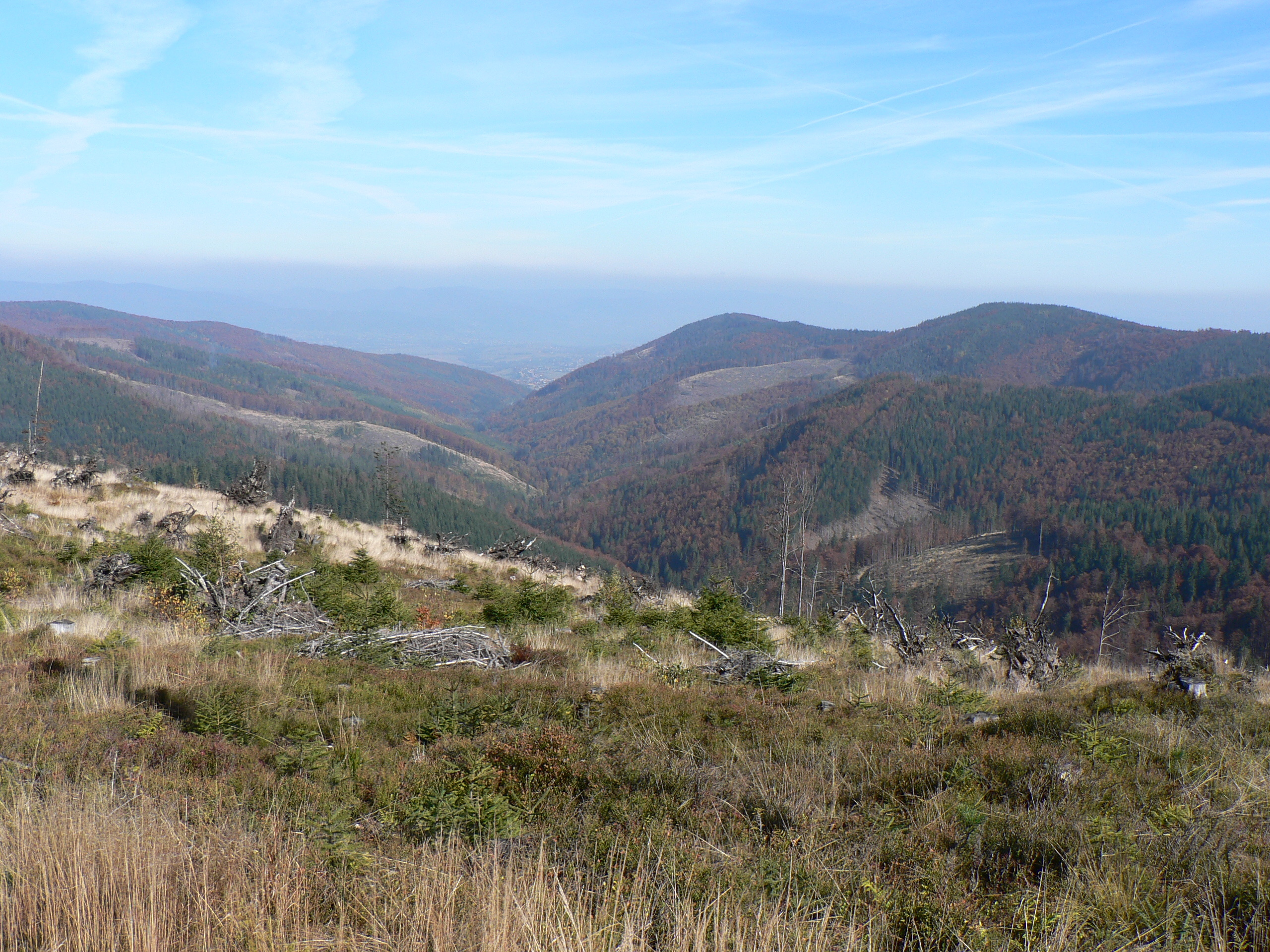
Blick vom Gipfelweg

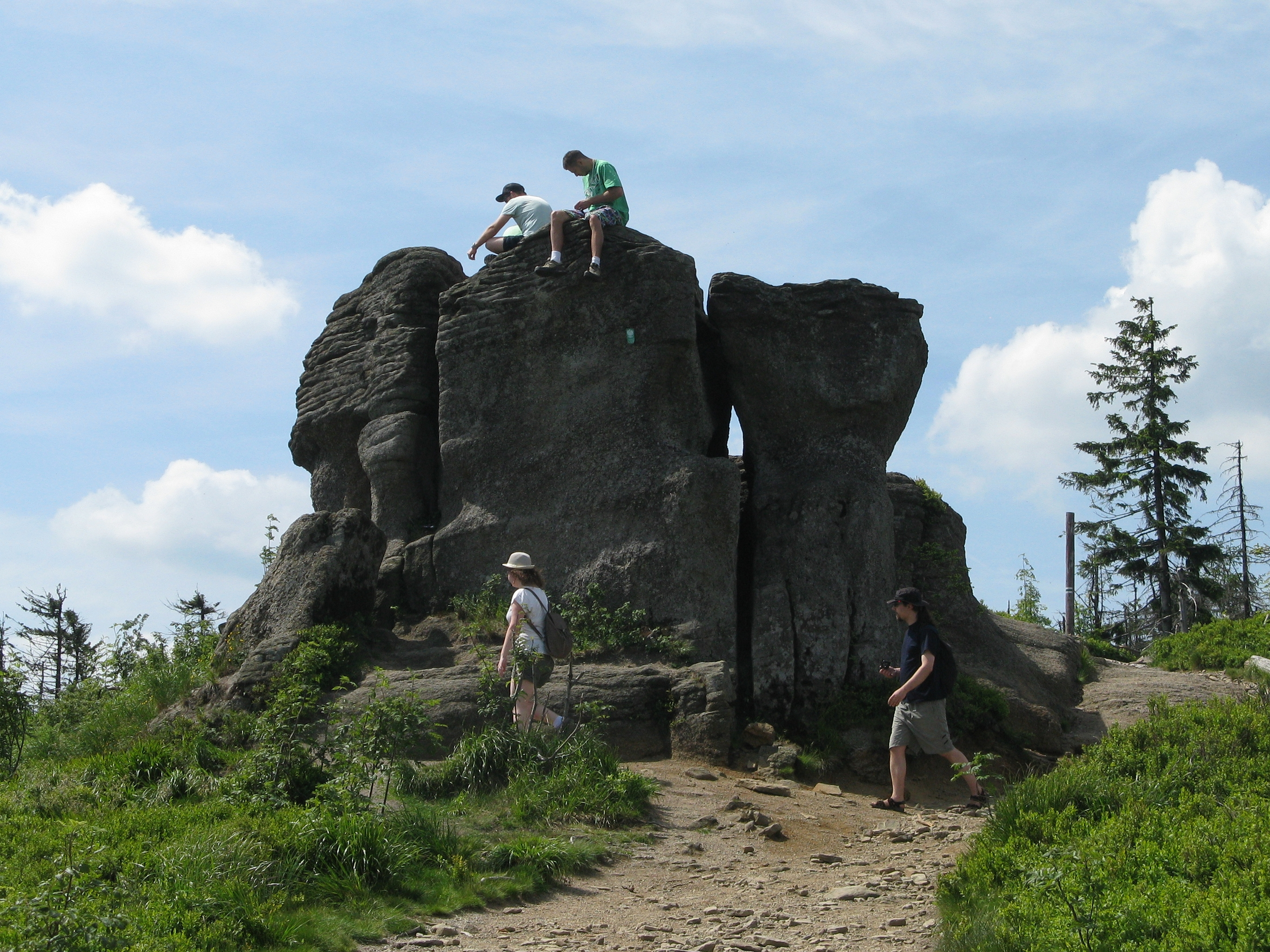
Felsformation östlich des Gipfels

Der Malinowska Skała (deutsch: Malinowski-Fels) ist ein Berg in Polen. Mit einer Höhe von 1152 m ist er einer der höheren Berge  im Barania-Kamm in den Schlesischen Beskiden. Der Berg ist ein beliebtes Touristenziel mit vielen Ausblicken auf die benachbarten Gebirge und das Tiefland. Der Westhang gehört zum Gemeindegebiet von Wisła, der Osthang zum Powiat Żywiecki. Auf dem Berg befindet sich die gleichnamige Felsformation.

## Tourismus
- Auf den Gipfel führen mehrere markierte Wanderwege von Szczyrk und Wisła